# Chaetomys subspinosus
Il porcospino setoloso (Chaetomys subspinosus Olfers, 1818) è un roditore della famiglia degli Eretizontidi, unica specie del genere Chaetomys (Gray, 1843), endemico del Brasile.

## Descrizione

### Dimensioni
Roditore di grandi dimensioni, con la lunghezza della testa e del corpo tra 380 e 450 mm, la lunghezza della coda tra 260 e 275 mm, la lunghezza del piede tra 67 e 70 mm, la lunghezza delle orecchie di 9 mm e un peso fino a 1,3 kg.

### Caratteristiche craniche e dentarie
Il cranio è massiccio e presenta ossa frontali estremamente larghe, le ossa parietali crestate e la parte posteriore ampia, il palato è relativamente stretto e breve con la coppia di fori palatali molto corti. L'osso giugale è notevolmente allargato e quasi in contatto con il processo post-orbitale tale da creare un anello osseo quasi completo intorno alle orbite. Le bolle timpaniche sono grandi. I denti masticatori superiori sono divisi in tre sezioni mentre quelli inferiori hanno una rientranza sul lato esterno e due su quello interno. Gli incisivi sono stretti.
Sono caratterizzati dalla seguente formula dentaria:

### Aspetto
La pelliccia è formata da lunghe setole ondulate brunastre sul dorso, la testa è densamente ricoperta da aculei appuntiti che si estendono posteriormente sul collo e sulle zampe anteriori. Sono presenti quattro dita su ogni zampa, ognuno munito di un lungo artiglio ricurvo, il pollice e l'alluce sono sostituiti da due larghi cuscinetti. La coda è poco più corta della testa e del corpo, non è prensile, è rivestita di scaglie e cosparsa dovunque di peli e di setole rigide sulla parte ventrale. Il cariotipo è 2n=52 FN=76.

## Biologia

### Comportamento
È una specie arboricola e notturna.  Durante il giorno riposa in cavità degli alberi o in buche nel terreno sotto ammassi rocciosi. Si muove lentamente ma se necessario è in grado di saltare o arrampicarsi rapidamente.

### Alimentazione
Si nutre di foglie.

### Riproduzione
Le femmine sono attive sessualmente un mese all'anno.

## Distribuzione e habitat
Questa specie è diffusa nelle foreste pluviali degli stati brasiliani orientali di Bahia, Espírito Santo e probabilmente Rio de Janeiro.
Vive nelle foreste pluviali primarie e secondarie, foreste a galleria e restinga.

## Conservazione
La IUCN Red List, considerato l'areale inferiore a 2000 km², la distribuzione seriamente frammentata e il continuo declino nell'estensione e nella qualità dell'habitat forestale, classifica C.subspinosus come specie vulnerabile (VU).